# Andrés Martín de Diego
Andrés Martín de Diego (Madrid, España, 19 de diciembre de 1911-Madrid, España, 30 de marzo de 1977), fue un lutier español especializado en guitarras, bandurrias y laúdes.

## Biografía
Gregorio Andrés Martín de Diego nació el 19 de diciembre de 1911 en Madrid, España, donde salvo una corta temporada transcurrió toda su vida. Desde niño mostró una gran afición por la música y pronto comenzó a despertarse en él un gran interés por la guitarra y la bandurria, instrumentos que llegó a tocar a buen nivel, incluso de cara al público en varias ocasiones durante su juventud. 
A pesar de ser un buen estudiante, a los 13 años tuvo que abandonar la escuela para ayudar económicamente a su numerosa familia. Y comenzó a realizar diversos trabajos, sin dejar de lado sus inquietudes musicales, completando en 1933 estudios de solfeo en el Conservatorio de Madrid. En su mente comenzaba a forjarse el deseo de construir instrumentos.

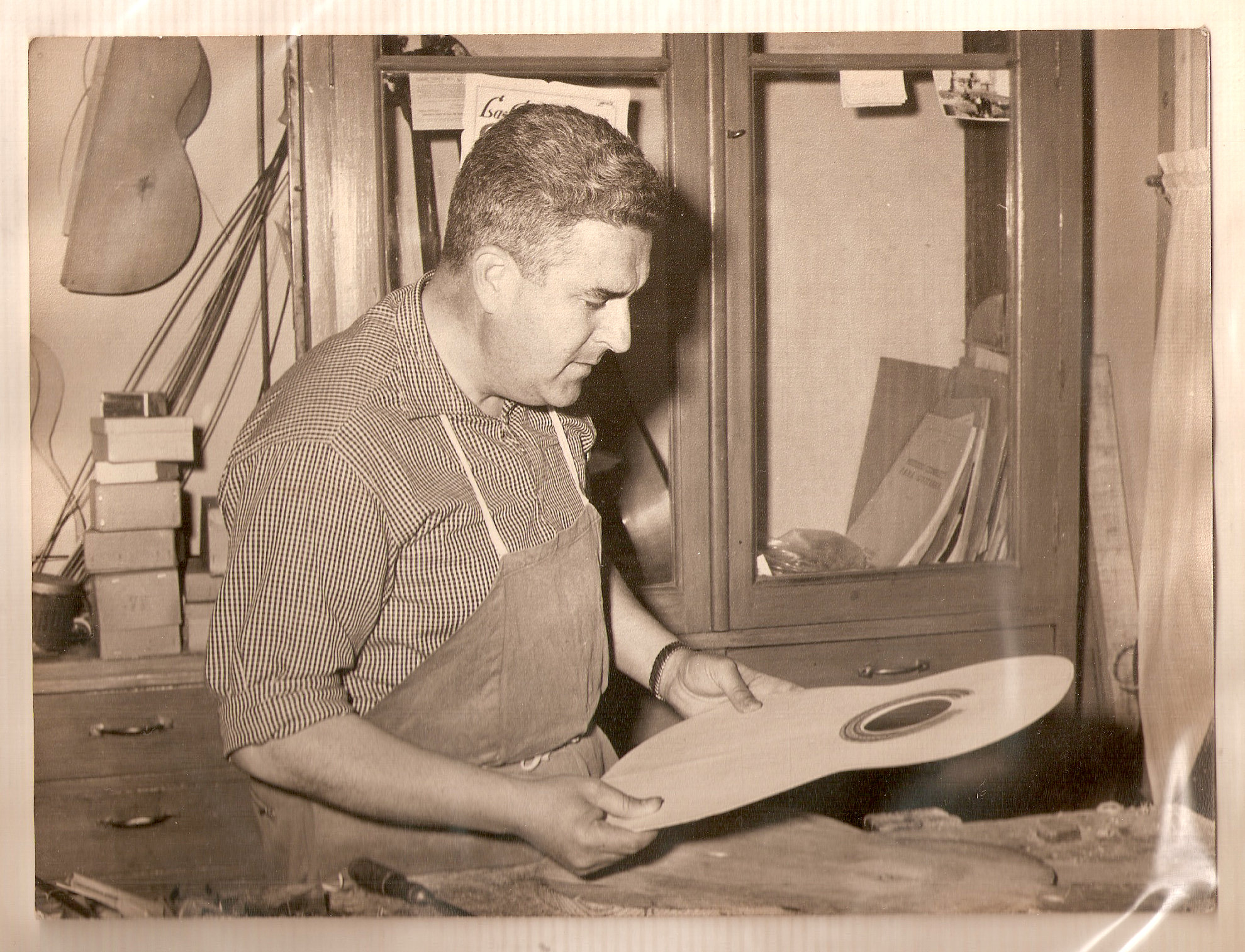
Andrés Martín de Diego trabajando en su taller.

Tras la Guerra Civil, comenzó a visitar algunos de los talleres de guitarrería que existían en Madrid. En estas visitas fue aprendiendo las primeras lecciones del oficio de lutier.  En uno de esos talleres conoció a quien se convertiría en su primer maestro: Julio Bustamante, un viejo guitarrero granadino, buen conocedor de la profesión, quien le comenzó a mostrar sus conocimientos en la calle norte 27. También recibió enseñanzas o influencias de otros maestros como Marcelo Barbero, Domingo Esteso, Manuel Ramírez, José Torres, Francisco Simplicio o Enrique García.
Los comienzos de Martín de Diego como lutier tuvieron lugar a comienzo de los años 50 en su domicilio, en la calle Hilarión Eslava 9, donde en sus horas libres trabajó en sus primeros instrumentos. De allí pasó a un local en la Calle del Rollo, concretamente en el número 3, donde siguió compaginando su trabajo de contable con el de guitarrero. 
Durante algún tiempo realizó trabajos de restauración de instrumentos para la viuda de Santos Hernández (1873-1943), discípulo de Manuel Ramírez y por el que Martín de Diego sintió siempre una gran admiración, considerándole como “el más grande y completo maestro de España”.

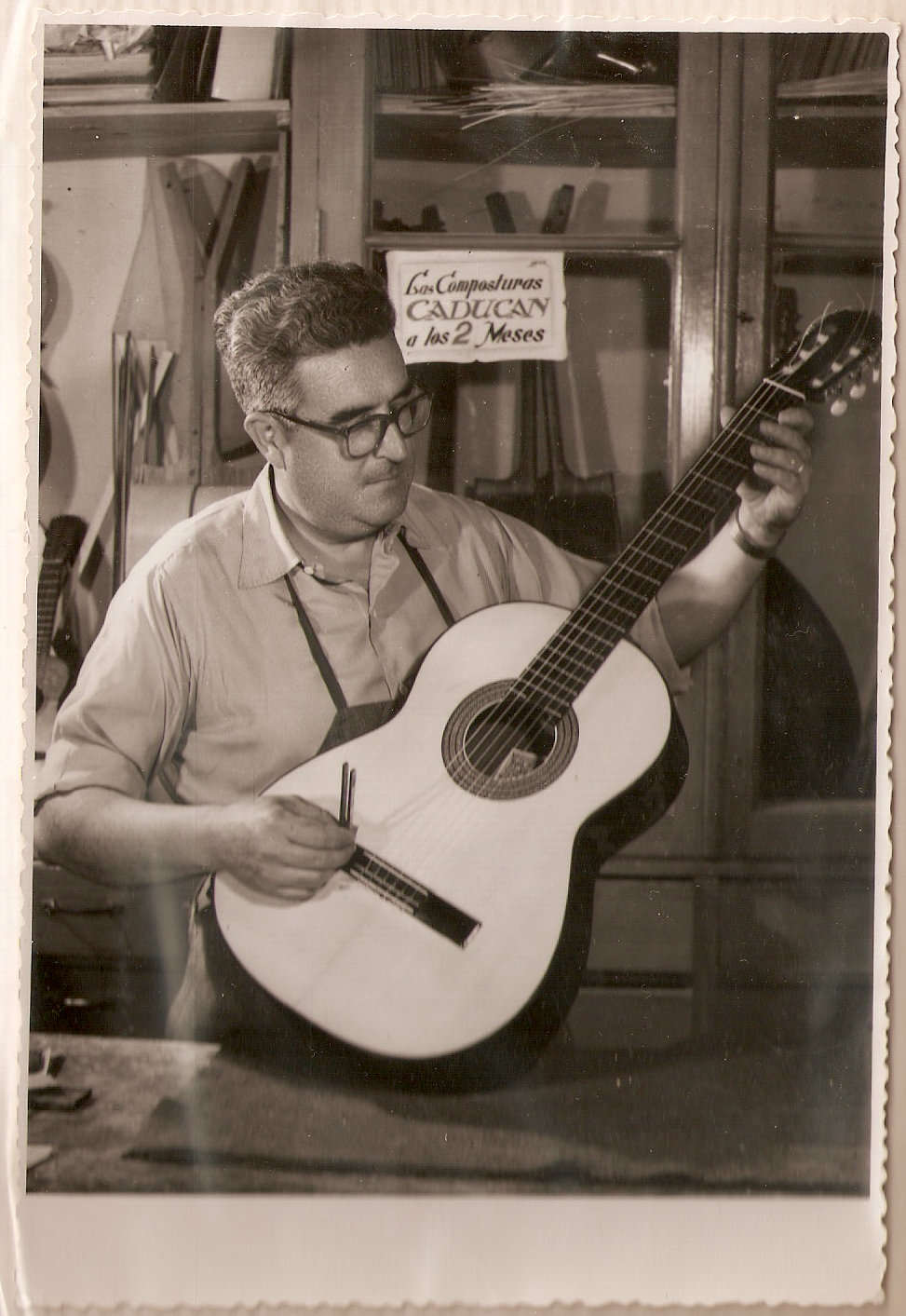
Martín de Diego terminando una de sus guitarras.

Martín de Diego fue adquiriendo reconocimiento en el círculo de instrumentistas de la época y sus guitarras ganaban cada vez más clientes, de forma que tomó la decisión de dedicarse por entero al oficio de lutier. Con la apertura, en 1955, de su propio taller en el número 22 de la madrileña calle Divino Pastor llegó su consagración en el oficio. En este taller construyó, hasta su muerte en 1977, más de mil guitarras y varios cientos de bandurrias y laúdes que han llegado a manos de instrumentistas de todo el mundo.
Algunos de los artistas clásicos que han tocado sus instrumentos son Narciso Yepes, José Luis Rodrigo, Regino Sainz de la Maza, Julian Bream, José Romero, Manuel Grandío o José Miguel Moreno. También en el flamenco destacan nombres como Víctor Monje “Serranito”, Sabicas o Manolo Sanlúcar y en la música popular otros como Julio Iglesias, Alberto Cortez, Luis Pastor, Amancio Prada, Nuestro Pequeño Mundo, Jayme Marques, Atahualpa Yupanqui, Los Tres de Castilla, Los Payadores, El Trío Siboney, Sergio y Estíbaliz o, su propio nieto,  Pablo A. Martín del grupo Tangerine Flavour.
En su labor colaboraron su hermana Amalia y su discípulo y cuñado Javier Rojo Solar, quienes continuaron la actividad del taller tras la muerte de Martín de Diego el cual permaneció abierto hasta el año 2008.

## Vida personal
Andrés Martín de Diego fue hijo de Andrés Martín Cifuentes y Dionisia de Diego Torrejón y el tercero de seis hermanos. Se casó en el año 1955 con Ana María Rojo Solar con quien tuvo dos hijos: Ana María y José Andrés.

## Invenciones y legado
En colaboración con el músico Roberto Grandío, Martín de Diego creó en 1976 un nuevo instrumento que completaba la gama de los laúdes españoles (bandurria, laúd contralto, laúd tenor, archilaúd), el laúd contrabajo. El debut en público de dicho instrumento, tocado por Grandío, tuvo lugar en el Teatro Real de Madrid el 1 de mayo de 1976.
El Museo de la Música de Urueña (Valladolid) muestra una parte de los fondos que integra la colección de instrumentos de Luis Delgado. Entre los más de 500 instrumentos de diversas procedencias seleccionados entre todos los de la colección completa, se exhibe un archilaúd de la Orquesta Gaspar Sanz fabricado por Martín de Diego en 1968.